# Voyage (romanzo)
Voyage è un romanzo di fantascienza hard scritto da Stephen Baxter del 1996, ambientato in un mondo alternativo in cui l'umanità riesce a sbarcare su Marte nel 1986.
Nel 1999 il romanzo vinse un Premio Sidewise per la storia alternativa.

## Trama
La storia parte dal 22 novembre 1963, giorno dell'assassinio di John Fitzgerald Kennedy.
Nella timeline del romanzo, il presidente degli Stati Uniti si salva e a morire è la moglie Jacqueline Kennedy, cui viene intitolato il centro spaziale di Cape Canaveral in Florida. Dopo questo tragico evento, Kennedy e il suo successore Nixon, concentrano il loro programma sul fare atterrare un umano su Marte arrivando a tagliare i fondi persino ai programmi Space Shuttle e Apollo. Nel 1969, Neil Armstrong e Joe Muldoon sono i primi a camminare sulla Luna, e ricevono una chiamata dall'ex presidente, ora paralizzato.
Il programma Apollo continua, ma si ferma alla Apollo 15 per concentrare i fondi sul NERVA, che avrebbe dovuto essere il motore principale per la missione su Marte. Per questa missione viene scelto un equipaggio di quattro astronauti: il comandante Phil Stone, ex pilota dell'X-15 e delle missioni Apollo, Nathalie York, geologa e Ralph Gerson, uomo di colore coinvolto in bombardamenti illegali in Vietnam. Queste tre persone, faranno amicizia con Ben Priest, ragazzo della York e astronauta e Mike Conlig, responsabile dello sviluppo del Nerva. Durante la preparazione, gli astronauti faranno amicizia, esplorando il loro rapporto, mentre una Ditta la Columbus Aerospace sviluppa il Mars Excursion Module, in competizione con gli appaltatori NASA e per preparare gli astronauti, la stazione spaziale Skylab B, conosciuta come "MoonLab" viene inviata in orbita lunare da un Saturn V.
Per testare il NERVA, viene lanciata la missione Apollo - N con lo scopo di testare quella tecnologia, ma purtroppo, a causa dell'Effetto pogo, esso si guasta, uccidendo l'equipaggio (tra cui Priest) per Avvelenamento da radiazione.
La NASA quindi punta sul vettore Saturn VB, un Saturn V potenziato con quattro razzi a propellente solido, che potenziano la capacità di Payload.
Il veicolo viene lanciato e dopo una fionda gravitazionale di Venere l'equipaggio atterra alle Mangala Valles, il 27 marzo 1986.
Però come effetto collaterale, i programmi per le sonde automatiche per esplorare il resto del Sistema Solare vengono annullati per indirizzare i fondi alla missione su Marte, lasciandolo ancora sconosciuto.